# 아풀레이우스

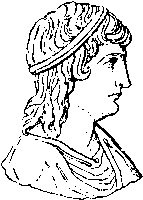
아풀레이우스

루키우스 아풀레이우스(Lucius Apuleius)는 고대 로마의 소설가이다. 로마의 속주 아프리카에서 태어나 당시 로마의 '자매도시'로 번창하던 카르타고로 유학하였고 후에 아테네에서 수학한 뒤 여러 지방을 여행하던 중 속주 이집트에서 병으로 쓰러져 친구 시키니우스와 그의 모친 푸덴틸라의 간호를 받았다. 친구의 권유도 있고 또한 친구 모친이 돈많고 아름다운 미망이었던 탓인지 그는 시키니우스의 모친인 푸덴틸라와 결혼했다. 그러나 평소 이 여자에게 눈독을 들였던 시키니우스의 친족들이 아풀레이우스는 마법을 써서 여자를 유혹했다고 법정에 참소한다. 그러나 그는 웅변을 휘둘러 법정의 연설을 한 끝에 무죄 방면된다. 이때의 자기 변호는 <변론>이라 하여 오늘날까지 전해지고 있다. 그 후 그는 아내와 함께 아프리카로 돌아가 카르타고에 안주했다. 여기에서 그는 다방면의 재능을 살려 시민 계몽을 위한 학술 강연이나 위정자를 위한 화려한 송덕 연설을 했고 시정에도 참여했다. 한편 시작 및 연극 창작을 시도하면서 9명의 예술의 여신에 관해서도 마찬가지의 정열을 쏟은 결과 카르타고는 그의 공적을 찬양하여 동상을 세웠다. 그가 죽은 해는 불명이다.

## 같이 보기
- 보이티우스
- 대당 사각형